# B·M·拉胡爾·巴拉德瓦吉
班加羅爾·曼朱納特·拉胡爾·巴拉德瓦吉（英語：Bangalore Manjunath Rahul Bharadwaj，2000年4月18日—），通常簡稱B·M·拉胡爾·巴拉德瓦吉（B. M. Rahul Bharadwaj），印度男子羽球運動員。

## 簡歷
B·M·拉胡爾·巴拉德瓦吉出生自卡納塔克邦邦加羅爾，從小在羽球名宿普拉卡什·帕都恭開設的羽球學院接受訓練。2019年，巴拉德瓦吉在烏干達國際賽、肯亞國際賽和克羅埃西亞國際賽接連奪下男子單打冠軍。

## 主要比賽成績
只列出曾進入準決賽的國際賽事成績：
| 年份   | 賽事                         | 公開賽級別 | 項目     | 成績   |
| ------ | ---------------------------- | ---------- | -------- | ------ |
| 2017年 | 尼泊爾羽毛球國際系列賽       | 國際系列賽 | 男子單打 | 準決賽 |
| 2019年 | 烏干達羽毛球國際賽           | 國際系列賽 | 男子單打 | 冠軍   |
| 2019年 | 肯亞羽毛球國際賽             | 未來系列賽 | 男子單打 | 冠軍   |
| 2019年 | 克羅地亞羽毛球國際賽         | 未來系列賽 | 男子單打 | 冠軍   |
| 2024年 | 斯里蘭卡羽毛球國際系列賽     | 國際系列賽 | 男子單打 | 亞軍   |
| 2024年 | 烏干達羽毛球國際系列賽       | 國際系列賽 | 男子單打 | 冠軍   |
| 2024年 | 恰蒂斯加爾邦羽毛球國際挑戰賽 | 國際挑戰賽 | 男子單打 | 亞軍   |
| 2024年 | 尼泊爾羽毛球國際挑戰賽       | 國際挑戰賽 | 男子單打 | 亞軍   |
| 2025年 | 聖但尼羽毛球公開賽           | 國際挑戰賽 | 男子單打 | 亞軍   |

| 2007-2017年 | 首要超級賽 | 超級賽 | 黃金大獎賽 | 大獎賽 | 國際挑戰賽 | 國際系列賽 | 未來系列賽 | 其他 |

| 2018-2026年 | 總決賽 | 超級1000賽 | 超級750賽 | 超級500賽 | 超級300賽 | 超級100賽 | 國際挑戰賽 | 國際系列賽 | 未來系列賽 | 其他 |